# Stephen Dillane
Stephen John Dillane (født. 27. marts 1957 i London, England) er en britisk filmskuespiller. Han er bl.a. kendt for sin rolle som Stannis Baratheon i HBO's serie Game of Thrones.

## Filmografi

### Film
| År   | Title                         | Rolle                     | Noter                          |
| ---- | ----------------------------- | ------------------------- | ------------------------------ |
| 1988 | Business as Usual             | Mr. Dunlop                |                                |
| 1990 | Hamlet                        | Horatio                   |                                |
| 1996 | Two If by Sea                 | Evan Marsh                | Alternate title: Stolen Hearts |
| 1997 | Welcome to Sarajevo           | Michael Henderson         |                                |
| 1997 | Firelight                     | Charles Godwin            |                                |
| 1997 | Déjà Vu                       | Sean                      |                                |
| 1998 | Love and Rage                 | Dr. Croly                 |                                |
| 1999 | The Darkest Light             | Tom                       |                                |
| 2000 | Ordinary Decent Criminal      | Noel Quigley              |                                |
| 2001 | Spy Game                      | Charles Harker            |                                |
| 2001 | The Parole Officer            | Inspector Burton          |                                |
| 2002 | The Truth About Charlie       | Charlie                   |                                |
| 2002 | The Hours                     | Leonard Woolf             |                                |
| 2003 | The Gathering                 | Simon Kirkman             |                                |
| 2004 | King Arthur                   | Merlin                    |                                |
| 2004 | Haven                         | Mr. Allen                 |                                |
| 2005 | The Greatest Game Ever Played | Harry Vardon              |                                |
| 2005 | Goal!                         | Glen Foy                  |                                |
| 2005 | Nine Lives                    | Martin                    |                                |
| 2006 | Klimt                         | Secretary                 |                                |
| 2007 | Goal! 2: Living the Dream...  | Glen Foy                  |                                |
| 2007 | Fugitive Pieces               | Jakob Beer                |                                |
| 2007 | Savage Grace                  | Brooks Baekeland          |                                |
| 2008 | Freakdog                      | Doctor Harris             | Original titel: Red Mist       |
| 2009 | 44 Inch Chest                 | Mal                       |                                |
| 2009 | Storm                         | Keith Haywood             |                                |
| 2011 | Perfect Sense                 | Stephen Montgomery        |                                |
| 2012 | Papadopoulos & Sons           | Harry Papadopoulos        |                                |
| 2012 | Twenty8k                      | DCI Edward Stone          |                                |
| 2012 | Zero Dark Thirty              | National Security Adviser |                                |
| 2017 | Mary Shelley                  | William Godwin            | Post-production                |
| 2017 | Darkest Hour                  |                           |                                |

### Fjernsyn
| År      | Titel                           | Rolle                 | Noter                                              |
| ------- | ------------------------------- | --------------------- | -------------------------------------------------- |
| 1985    | Remington Steele                | Bradford Galt         | Episode: "Steel Searching: Part 1"                 |
| 1986    | Coronation Street               | Mark Siddall          | Episode: "#1.2624"                                 |
| 1987    | The Secret Garden               | Captain Lennox        | Fjernsynsfilm                                      |
| 1988    | The One Game                    | Nicholas Thorne       |                                                    |
| 1988    | Christabel                      | Peter Bielenberg      |                                                    |
| 1988    | The Face of Trespass            | Gray Harston          | Fjernsynsfilm; alternativ titel: An Affair in Mind |
| 1989    | The Yellow Wallpaper            | John                  | Fjernsynsfilm                                      |
| 1991    | Boon                            | Paul Lyle             | Episode: "Help Me Make It Through the Night"       |
| 1991    | The Ruth Rendell Mysteries      | Philip Blackstock     | Episode: "Achilles Heel"                           |
| 1991    | Heading Home                    | Leonard Meopham       | Fjernsynsfilm                                      |
| 1992    | Frankie's House                 | Antony Strickland     | Fjernsynsfilm                                      |
| 1992    | Hostages                        | Chris Pearson         | Fjernsynsfilm                                      |
| 1993    | Soldier Soldier                 | Captain Mike Davidson | Episode: "Hard Knocks"                             |
| 1994    | The Rector's Wife               | Jonathan Byrne        | 3 episoder                                         |
| 1995    | The Widowing of Mrs. Holroyd    | Mr. Blackmore         | Skuespil til fjernsyn                              |
| 1998    | Kings in Grass Castles          | Patsy                 | Fjernsynsfilm                                      |
| 2000    | Anna Karenina                   | Karenin               |                                                    |
| 2001    | The Cazalets                    | Edward Cazalet        |                                                    |
| 2008    | John Adams                      | Thomas Jefferson      | 6 episoder                                         |
| 2008    | The Shooting of Thomas Hurndall | Anthony Hurndall      | Fjernsynsfilm                                      |
| 2008    | God on Trial                    | Schmidt               | Fjernsynsfilm                                      |
| 2010    | Agatha Christie's Marple        | Inspector Finch       | Episode: "The Secret of Chimneys"                  |
| 2012    | Eternal Law                     | Carl                  | 2 episoder                                         |
| 2012    | Hunted                          | Rupert Keel           |                                                    |
| 2012    | Secret State                    | Paul J. Clark         |                                                    |
| 2012    | Murder: Joint Enterprise        | Arlo Raglin           | Fjernsynsfilm                                      |
| 2012–15 | Game of Thrones                 | Stannis Baratheon     | 24 episoder                                        |
| 2013    | A Touch of Cloth                | Macratty              | 2 episoder                                         |
| 2013–17 | The Tunnel                      | Karl Roebuck          |                                                    |
| 2016    | The Crown                       | Graham Sutherland     | Episode: "Assassins"                               |